# Nazwa pozorna
Nazwa pozorna (nazwa bezprzedmiotowa, nazwa pusta, nazwa nieoznaczająca, nibynazwa, onomatoid) – nazwa, która nie ma desygnatów, czyli nie jest znakiem żadnego istniejącego przedmiotu. Przykłady: „wysokogórska łódź podwodna”, „ojciec Sherlocka Holmesa”, „obecny król Polski”, „kwadratowe koło”, „złota góra”.
Nazwy pozorne dzielą się na:
- nazwy analitycznie bezprzedmiotowe – nazwy sprzeczne, mające (przy zwykłym znaczeniu słów) wewnętrznie sprzeczny zbiór cech. Przykłady: „kwadratowe koło”[1], „żelazne drzewo”, „syn bezdzietnej matki”
- nazwy empirycznie bezprzedmiotowe – nazwy, które tylko faktycznie nie mają desygnatów, lecz mogłyby, ze względu na swoją treść, je mieć. Inaczej to wyrażając, nazwy empirycznie bezprzedmiotowe to nazwy niemające wewnętrznie sprzecznego zbioru cech. Przykłady: „złota góra”, „człowiek mający trzy metry wzrostu”.

Przeciwieństwem tych nazw są nazwy rzetelne (inaczej: przedmiotowe, niepuste, oznaczające), czyli takie nazwy, które są znakami realnie istniejących przedmiotów, jak np. „obecny prezydent Polski”, „plaża w Ustce”.

## Literatura
- Kazimierz Ajdukiewicz - Logika pragmatyczna
- Tadeusz Kwiatkowski - Logika ogólna
- Tadeusz Kotarbiński - Elementy teorii poznania, logiki i metodologii nauk
- Witold Marciszewski [red.] - Mała encyklopedia logiki